# マティルダ・オブ・イングランド

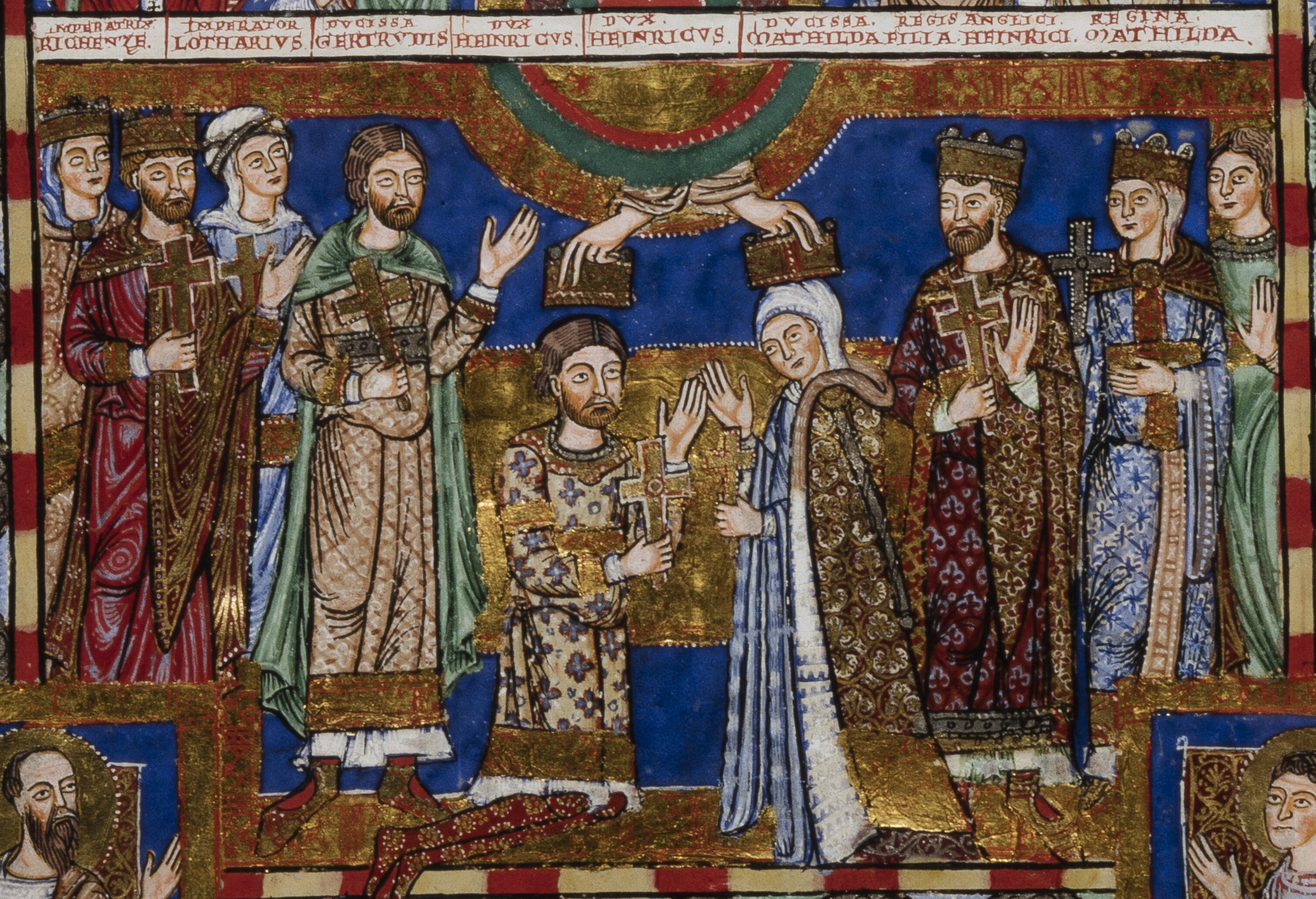
戴冠するハインリヒ獅子公とマティルダ（12世紀画）

マティルダ・オブ・イングランド（Matilda of England, 1156年 - 1189年6月28日）は、ザクセン公兼バイエルン公ハインリヒ獅子公の妃。モード（Maud）とも呼ばれた。ドイツ語名はマティルデ・フォン・エングラント（Mathilde von England）。
イングランド王ヘンリー2世と王妃アリエノール・ダキテーヌの長女（第3子）。異父姉にマリー、アリックス、同父母の兄弟姉妹では兄にウィリアム、若ヘンリー王、弟にリチャード1世、ジェフリー、ジョン、妹にエレノア、ジョーンがいる。

## 生涯
1165年、ルーアンにいたヘンリー2世とケルン大司教ダッセルとの間で、ドイツ諸侯とマティルダの縁組みが話し合われた。当時、対立教皇ウィクトル4世を推していたレスター伯の反対もあり、マティルダと神聖ローマ皇帝フリードリヒ1世の息子との結婚は流れてしまった。1167年に、ハインリヒ獅子公との結婚がまとまり、マティルダはドイツへ出発した。この結婚により、ハインリヒはフリードリヒに対抗する最も強力な敵となった。
マティルダは1172年からおよそ2年間、聖地へ向かった夫に代わって広大な所領を治めた。1174年、皇帝との衝突により領地を追われ、マティルダ夫妻は1182年にドイツを逃れて父の宮廷のあるノルマンディーへやってきた。ここで彼女は、吟遊詩人ベルトラン・デ・ボルンの「宮廷の愛」の詩の対象となり、「エレナ」「ラナ」と称された。マティルダ一家は1185年まで父の庇護を頼り、その後ザクセンへ帰国した。1189年6月、父の死の数週間後、ブラウンシュヴァイクで死去した。

## 子供
- マティルダ、またはリヒェンツァ（1171年/1172年 - 1210年） - ペルシュ伯ジョフロワ3世妃
- ハインリヒ5世（1173年/1174年 - 1227年） - ライン宮中伯
- ローター（1174年/1175年 - 1190年）
- オットー（1175年/1176年 - 1218年） - 神聖ローマ皇帝及びシュヴァーベン大公
- ヴィルヘルム（1184年 - 1213年） - リューネブルク公